# Zoom Airways
Zoom Airways is een Bengalese luchtvaartmaatschappij met har thuisbasis in Dhaka.

## Geschiedenis
Zoom Airways is opgericht in 2002 als Z Airways.De naam werd gewijzigd in 2005.

## Vloot
De vloot van Zoom Airways bestaat uit:
- 4 Boeing 767-300ER type's.